# Litwa na World Games 2017
Litwę na World Games 2017 reprezentowało czworo zawodników: dwóch mężczyzn i dwie kobiety, którzy to wystąpili jako pary taneczne w konkurencjach tańca sportowego w klasach standard i latino. Para taneczna Sodeika/Žukauskaitė zdobyła jedyny, brązowy medal, dla swojego kraju. 

## Reprezentanci
| Zawodnik         | Dyscyplina      | Kategoria          | Wynik       | Płeć      |
| ---------------- | --------------- | ------------------ | ----------- | --------- |
| Evaldas Sodeika  | Taniec sportowy | standardowe        |             | mężczyzna |
| Ieva Žukauskaitė | Taniec sportowy | standardowe        | kobieta     |           |
| Jokūbas Venckus  | Taniec sportowy | latynoamerykańskie | 11. miejsce | mężczyzna |
| Miglė Klupšaitė  | Taniec sportowy | latynoamerykańskie | 11. miejsce | kobieta   |